# U.S. Men's Clay Court Championships 1998
L'U.S. Men's Clay Court Championships 1998 è stato un torneo di tennis giocato sulla terra rossa. È stata la 88ª edizione del U.S. Men's Clay Court Championships, che fa parte della categoria International Series nell'ambito dell'ATP Tour 1998. Si è giocato a Orlando in Florida negli Stati Uniti dal 20 aprile al 27 aprile 1998.

## Campioni

### Singolare
Jim Courier ha battuto in finale  Michael Chang con il punteggio di 7–5, 3–6, 7–5

### Doppio
Grant Stafford /  Kevin Ullyett hanno battuto in finale  Michael Tebbutt /  Mikael Tillström con il punteggio di 4–6, 6–4, 7–5